# Красенков, Михаил Владимирович
Михаил Владимирович Красенков (фамилия при рождении — Азос, род. 14 ноября 1963, Москва) — польский, ранее советский шахматист; гроссмейстер (1989),  старший тренер ФИДЕ (2012).

## Биография
Выпускник Московского института нефтехимической и газовой промышленности им. И. М. Губкина по специальности «прикладная математика» (1985).
Был воспитанником школы Михаила Ботвинника в Московском дворце пионеров на Ленинских горах, Первых успехов достиг в СССР: чемпион Грузии (1987); Всесоюзный турнир молодых мастеров (1988) — 3-5-е места. Первенство Вооруженных Сил СССР: 1986 — 2-е, 1987 — 2-3-е места. Чемпионат Москвы (1989) — 2-4-е места.
В 1992 году переехал в Польшу, в 1996 получил польское гражданство. Побеждал дважды на чемпионатах Польши (2000 и 2002) и 14 раз в составе клубных команд в командных чемпионатах страны. В 1996—2004 годах выступал за сборную Польши на шахматных Олимпиадах и в командных чемпионатах Европы (в 1997 году завоевал бронзовую, а в 1999 серебряную медаль на 1 доске). Обладатель Кубка Европы 1997 года в составе команды «Ладья» (Азов).
В 1997—2004 годах выступил во всех 5 чемпионатах мира ФИДЕ по нокаут-системе, лучшие результаты — выход в 5 круг (четвертьфинал) в Гронингене (1997) и в 4 круг (1/8 финала) в Триполи (2004).
Кубок мира по шахматам 2021 - выход в 3 круг.
В 2000 занимал 10-е место в мировом рейтинг-листе с рейтингом 2702.
Важнейшие успехи в наиболее крупных международных турнирах: Москва (мемориал М. Таля, 1992) — 1-3-е, Нью-Йорк (1997) — 1-2-е, Вильнюс (Мемориал В. Микенаса, 1997) — 1-е, Шанхай (турнир 16 категории ФИДЕ, 2001) — 1-3-е, Острава (турнир 16 категории ФИДЕ, 2007) — 1-е места, Москва (опен, 2014) — 1-4-е, Варшава (Мемориал М.Найдорфа, 2014) — 1-7-е.
Кроме того, занял или поделил первое место в крупных международных турнирах:
- Лиллафюред 1989 — I
- Будапешт 1989 — I—II
- Вена 1990 — I—VI
- Гаусдаль 1991 — I—II
- Катовице 1992 — I—II
- Метц 1993 — I—III
- Пардубице 1993 — I—V
- Лас-Пальмас 1993 — I—II
- Пардубице 1994 — I—II
- Стокгольм 1994/95 — I
- Стокгольм 1995/96 — I
- Асти 1996 — I
- Реджо-Эмилия 1996/97 — I
- Буэнос-Айрес 1998 — I—V
- Кутро 1999 — I
- Шанхай 2000 — I—II
- Барлинек 2001 — I—III
- Кавала 2001 — I—II
- Бад-Висзее 2001 — I—IV
- Вейк-ан-Зее 2002 (турнир B) — I
- Будапешт 2004 — I
- Флиссинген 2006 — I
- Вейк-ан-Зее 2007 (турнир C) — I
- Хельсингёр 2007 — I—V (c Г. Саркисяном, Э. Бергом, Н. Де Фирмианом, В. Малаховым)
- Мумбай 2008 — I—VI
- Хилверсюм 2009 — I—IV
- Флиссинген 2009 — I
- Стокгольм 2012/13 - I
- Флиссинген 2013 — I-IV
- Флиссинген 2014 — I-IV
- Портиччо 2017 - I
- Дакка 2021 - I
- Портиччо 2023 - I-II

Другие высокие результаты в международных турнирах: Гастингс (1993/94) — II, Поляница-Здруй (1995) — II, Поляница-Здруй (1998, турнир 17 категории ФИДЕ) — III—VI, Памплона (1998/99) — II, Львов (2000, турнир 17 категории ФИДЕ) — II, Мерида (2005) — II
Успешно выступил в ряде соревнований по «быстрым» шахматам: Кубок СССР (1988) — I—II места (проиграл дополнительный матч Л. Юдасину — 1 : 2); чемпионат Европы (1988) — IV—VII места, международный турнир Ассоциации гроссмейстеров (Мурсия, 1990, с участием более 100 гроссмейстеров) — V—VI м., Кубок СССР (Львов, 1990 г.) — I, Кубок СНГ (Москва, 1991 г.) — I, открытый Кубок России (Москва, 1997 г.) -I.
Автор нескольких теоретических работ по шахматным дебютам.

## Изменения рейтинга
| Графики недоступны из-за технических проблем. См. информацию на Фабрикаторе и на mediawiki.org. |

## Книги
- The Open Spanish. Cadogan Books, London 1995, ISBN 1-85744-141-9
- The Sveshnikov Sicilian. Cadogan Books, London 1996, ISBN 1-85744-123-0
- Finding chess jewels. Everyman Chess, London 2013. ISBN 978-1-78194-154-6
- Learn from Michal Krasenkow. Thinkers Publishing, Landegem 2019, ISBN 978-9-49251-046-4